# Psalm 9 und 10

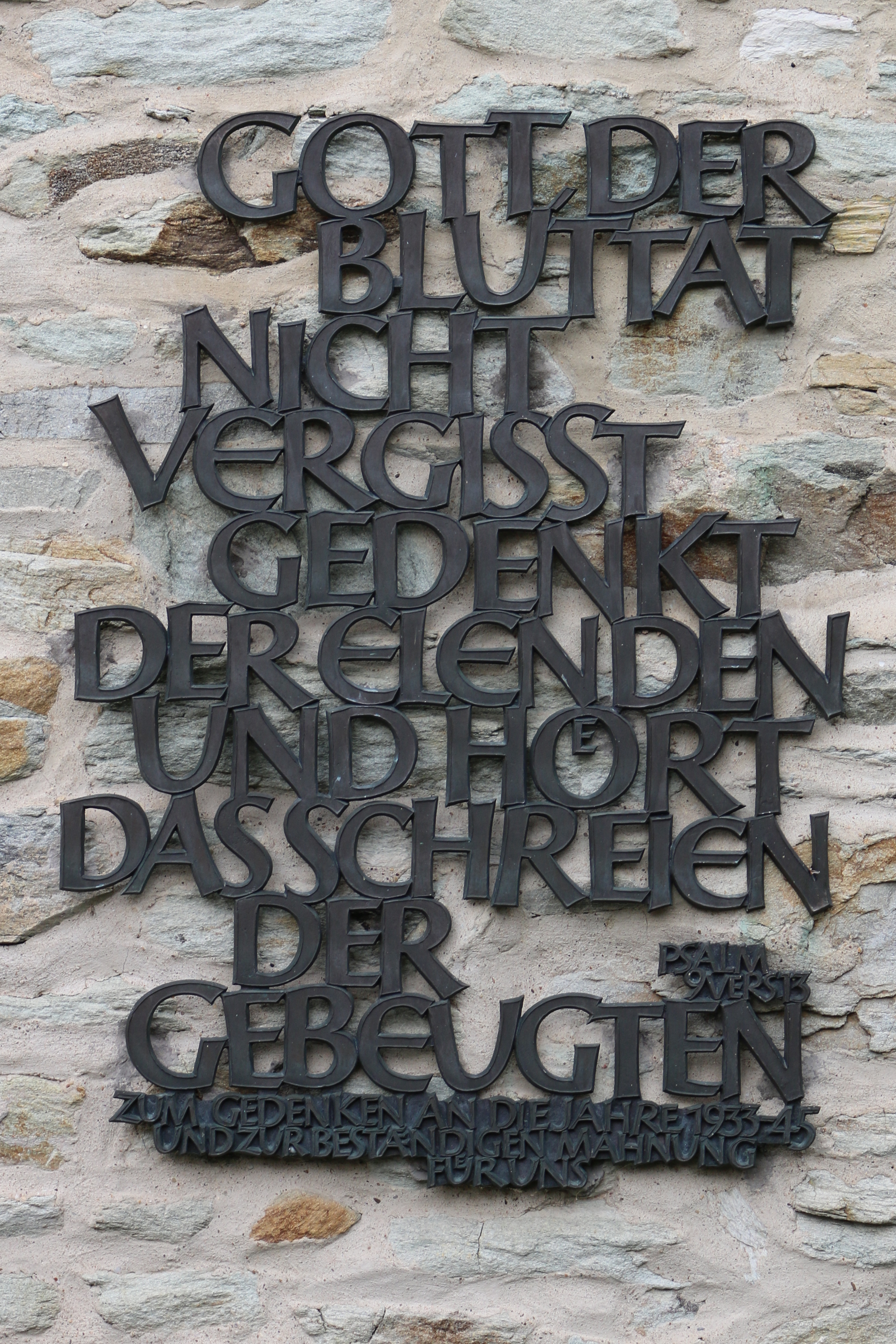
Psalm 9 Vers 13 an der Außenwand der Thalkirche in Wiesbaden als Mahnmal für die Zeit von 1933–45

Der 9. und 10. Psalm ist ein Psalm Davids und gehört in die Reihe der Danklieder und der Klagelieder. Die Einheit von 9. und 10. Psalm findet sich in der Septuaginta und in verschiedenen masoretischen Handschriften. Aufgrund verschiedener Beobachtungen kann davon ausgegangen werden, dass die Psalmen auch ursprünglich zusammengehörten.

## Wortlaut der Psalmen
Wegen der (verunreinigten) alphabetischen Anordnung (Akrostichon) der beiden Psalmen sind jeweils die ersten Buchstaben eines Verses gesondert hervorgehoben.

### Psalm 9
| Buchstabe        | Vers | Biblia Hebraica                                   | Elberfelder Bibel |
| ---------------- | ---- | ------------------------------------------------- | --- |
| (ל Lamed)        | 1    | למנצח עלמות לבן מזמור לדוד׃                       | „Ein Psalm Davids, vorzusingen, nach der Weise »schöne Jugend«.“                                                                 |
| א Aleph          | 2    | אודה יהוה בכל־לבי אספרה כל־נפלאותיך׃              | Ich danke dem HERRN von ganzem Herzen und erzähle alle deine Wunder.                                                             |
| א Aleph          | 3    | אשמחה ואעלצה בך אזמרה שמך עליון׃                  | Ich freue mich und bin fröhlich in dir und lobe deinen Namen, du Allerhöchster,                                                  |
| ב Beth           | 4    | בשוב־אויבי אחור יכשלו ויאבדו מפניך׃               | dass meine Feinde zurückweichen mussten; sie sind gestürzt und umgekommen vor dir.                                               |
| ב Beth           | 5    | כי־עשית משפטי ודיני ישבת לכסא שופט צדק׃           | Denn du führst mein Recht und meine Sache, du sitzest auf dem Thron, ein rechter Richter.                                        |
| ג Gimel          | 6    | גערת גוים אבדת רשע שמם מחית לעולם ועד׃            | Du schiltst die Heiden und bringst die Gottlosen um; ihren Namen vertilgst du auf immer und ewig.                                |
| ג Gimel          | 7    | האויב תמו חרבות לנצח וערים נתשת אבד זכרם המה׃     | Der Feind ist vernichtet, zertrümmert für immer, die Städte hast du zerstört; jedes Gedenken an sie ist vergangen.               |
| ד-Strophe fehlt. |      |                                                   | |
| ה He             | 8    | ויהוה לעולם ישב כונן למשפט כסאו׃                  | Der HERR aber bleibt ewiglich; er hat seinen Thron bereitet zum Gericht,                                                         |
| ה He             | 9    | והוא ישפט־תבל בצדק ידין לאמים במישרים׃            | er wird den Erdkreis richten mit Gerechtigkeit und die Völker regieren, wie es recht ist.                                        |
| (ו Waw)          | 10   | ויהי יהוה משגב לדך משגב לעתות בצרה׃               | Der HERR ist des Armen Schutz, ein Schutz in Zeiten der Not.                                                                     |
| (ו Waw)          | 11   | ויבטחו בך יודעי שמך כי לא־עזבת דרשיך יהוה׃        | Darum hoffen auf dich, die deinen Namen kennen; denn du verlässest nicht, die dich, HERR, suchen.                                |
| ז Zajin          | 12   | זמרו ליהוה ישב ציון הגידו בעמים עלילותיו׃         | Lobet den HERRN, der zu Zion wohnt; verkündigt unter den Völkern sein Tun!                                                       |
| ז Zajin          | 13   | כי־דרש דמים אותם זכר לא־שכח צעקת עניים׃           | Denn der nach Blutschuld fragt, gedenkt der Elenden und vergisst nicht ihr Schreien.                                             |
| ח Chet           | 14   | חננני יהוה ראה עניי משנאי מרוממי משערי מות׃       | HERR, sei mir gnädig; / sieh an mein Elend unter meinen Feinden, der du mich erhebst aus den Toren des Todes,                    |
| ח Chet           | 15   | למען אספרה כל־תהלתיך בשערי בת־ציון אגילה בישועתך׃ | dass ich erzähle all deinen Ruhm, in den Toren der Tochter Zion fröhlich sei über deine Hilfe.                                   |
| ט Tet            | 16   | טבעו גוים בשחת עשו ברשת־זו טמנו נלכדה רגלם׃       | Die Heiden sind versunken in der Grube, die sie gegraben, ihr Fuß ist gefangen im Netz, das sie gestellt hatten.                 |
| ט Tet            | 17   | נודע יהוה משפט עשה בפעל כפיו נוקש רשע הגיון סלה׃  | Der HERR hat sich kundgetan und Gericht gehalten. Der Gottlose ist verstrickt in dem Werk seiner Hände. „ZWISCHENSPIEL“. „SELA“. |
| י Jod            | 18   | ישובו רשעים לשאולה כל־גוים שכחי אלהים׃            | Die Gottlosen sollen zu den Toten fahren, alle Heiden, die Gott vergessen!                                                       |
| י Jod            | 19   | כי לא לנצח ישכח אביון תקות ענוים תאבד לעד׃        | Denn er wird den Armen nicht für immer vergessen; die Hoffnung der Elenden wird nicht ewig verloren sein.                        |
| כ Kaph           | 20   | קומה יהוה אל־יעז אנוש ישפטו גוים על־פניך׃         | HERR, steh auf, dass nicht Menschen die Oberhand gewinnen; lass alle Heiden vor dir gerichtet werden!                            |
| כ Kaph           | 21   | שיתה יהוה מורה להם ידעו גוים אנוש המה סלה׃        | Lege, HERR, einen Schrecken auf sie, dass die Heiden erkennen, dass sie Menschen sind. „SELA“.                                   |

### Psalm 10
| Buchstabe | Vers | Biblia Hebraica                                                       | Elberfelder Bibel |
| --------- | ---- | --------------------------------------------------------------------- | --- |
| ל Lamed   | 1    | למה יהוה תעמד ברחוק תעלים לעתות בצרה׃                                 | Warum, HERR, stehst du fern, verbirgst dich in Zeiten der Bedrängnis?                                                                                    |
| ל Lamed   | 2    | בגאות רשע ידלק עני יתפשו במזמות זו חשבו׃                              | In Hochmut verfolgt der Gottlose den Elenden. Sie werden erfasst von den Anschlägen, die jene ersonnen haben.                                            |
| ם Mem     | 3    | כי־הלל רשע על־תאות נפשו ובצע ברך נאץ יהוה׃                            | Denn der Gottlose rühmt sich wegen des Begehrens seiner Seele; und der Habsüchtige lästert, er verachtet den HERRN.                                      |
| נ Nun     | 4    | רשע כגבה אפו בל־ידרש אין אלהים כל־מזמותיו׃                            | Der Gottlose denkt hochnäsig: „Er wird nicht nachforschen.“ „Es ist kein Gott!“, sind alle seine Gedanken.                                               |
| נ Nun     | 5a   | יחילו דרכו בכל־עת מרום                                                | Erfolgreich sind seine Wege allezeit. |
| ס Samech  | 5b   | משפטיך מנגדו כל־צורריו יפיח בהם׃                                      | Hoch oben sind deine Gerichte, weit von ihm entfernt; alle seine Widersacher – er bläst sie an.                                                          |
| ס Samech  | 6    | אמר בלבו בל־אמוט לדר ודר אשר לא־ברע׃                                  | Er spricht in seinem Herzen: Ich werde nicht wanken, von Generation zu Generation in keinem Unglück sein.                                                |
| פ Pe      | 7    | אלה פיהו מלא ומרמות ותך תחת לשונו עמל ואון׃                           | Voll Fluch ist sein Mund, voll Hinterlist und Bedrückung; unter seiner Zunge ist Mühsal und Unheil.                                                      |
| פ Pe      | 8ab  | ישב במארב חצרים במסתרים יהרג נקי עיניו לחלכה יצפנו׃                   | Er sitzt im Hinterhalt der Höfe, in Verstecken bringt er den Unschuldigen um;                                                                            |
| ע Ajin    | 8c   | …                                                                     | seine Augen spähen dem Armen nach. |
| ע Ajin    | 9    | יארב במסתר כאריה בסכה יארב לחטוף עני יחטף עני במשכו ברשתו׃            | Er lauert im Versteck wie ein Löwe in seinem Dickicht; er lauert, um den Elenden zu fangen; er fängt den Elenden, indem er ihn in sein Netz zieht.       |
| צ Tzade   | 10   | ודכה ישח ונפל בעצומיו חלכאים׃                                         | Er zerschlägt, duckt sich nieder; und die Armen fallen durch seine gewaltigen Kräfte.                                                                    |
| צ Tzade   | 11   | אמר בלבו שכח אל הסתיר פניו בל־ראה לנצח׃                               | Er spricht in seinem Herzen: Gott hat vergessen, hat verborgen sein Angesicht, ewig sieht er nicht!                                                      |
| ק Qoph    | 12   | קומה יהוה אל נשא ידך אל־תשכח עניים׃                                   | Steh auf, HERR! Gott, erhebe deine Hand! Vergiss nicht die Elenden!                                                                                      |
| ק Qoph    | 13   | על־מה נאץ רשע אלהים אמר בלבו לא תדרש׃                                 | Warum darf der Gottlose Gott verachten, sprechen in seinem Herzen: „Du wirst nicht nachforschen?“                                                        |
| ר Resch   | 14   | ראתה כי־אתה עמל וכעס תביט לתת בידך עליך יעזב חלכה יתום אתה היית עוזר׃ | Du hast es gesehen, denn du, du schaust auf Mühsal und Gram, um es in deine Hand zu nehmen. Dir überlässt es der Arme, der Vaterlose; du bist ja Helfer. |
| ש Schin   | 15   | שבר זרוע רשע ורע תדרוש־רשעו בל־תמצא׃                                  | Zerbrich den Arm des Gottlosen und des Bösen! Ahnde seine Gottlosigkeit, dass du sie nicht mehr findest!                                                 |
| ש Schin   | 16   | יהוה מלך עולם ועד אבדו גוים מארצו׃                                    | Der HERR ist König immer und ewig; verschwunden sind die Nationen aus seinem Land.                                                                       |
| ת Taw     | 17   | תאות ענוים שמעת יהוה תכין לבם תקשיב אזנך׃                             | Den Wunsch der Sanftmütigen hast du gehört, HERR; du festigst ihr Herz, lässt aufmerken dein Ohr,                                                        |
| ת Taw     | 18   | לשפט יתום ודך בל־יוסיף עוד לערץ אנוש מן־הארץ׃                         | um Recht zu schaffen der Waise und dem Unterdrückten, dass künftig kein Mensch von der Erde mehr zusammenschrickt.                                       |

## Verhältnis von Psalm 9 und 10
Für die Zusammengehörigkeit der beiden Psalmen finden sich verschiedene Gründe:
1. Das Fehlen einer Überschrift von Psalm 10
2. Das „SELA“ am Schluss von Psalm 9. Eigentlich sind diese סֶּלָה-Zeichen eher in der Mitte eines Psalms anzutreffen
3. Gemeinsamkeiten im Sprachgebrauch, so findet z. B. sich der Ausdruck „לְעִתֹּות בַּצָּרָה“ („Zeiten der Not“) in Ps 9,10 OT sowie in Ps 10,1 OT.
4. Psalm 10 lässt eine Fortführung der alphabetischen Anordnung des Psalm 9 erkennen, wenn auch recht stark verzerrt. Hermann Gunkel erklärt das mit der Unfügigkeit des Themas einerseits und der späteren „Verderbnis“ des Themas andererseits.[1] Es ist anzumerken, dass ein Akrostichon auch dann als solches zu betrachten ist, auch wenn einzelne Buchstaben nicht vollständig berücksichtigt sind.[2]

Heute kann angenommen werden, dass die beiden Psalmen zusammengehörig sind. Zusammen bilden sie zumindest eine liturgische Einheit. Nach dieser Auffassung dient Psalm 9 als Danklied der Unterstützung der Bitten aus dem Klagelied Psalm 10.

## Gliederung und Struktur
Zur Gliederung von Psalm 9/10 gibt es einige recht verschiedene Ansätze.

### Eine Möglichkeit …
Der Alttestamentler Hermann Gunkel unterteilt folgendermaßen Psalm 9 …
1. Vers 2f: Hymnenartige Einleitung des Dankliedes
2. Vers 4f: Hauptstück des Danklieds
3. Vers 6–17: Übergang zu einem eschatologischen Hymnus

… und Psalm 10:
1. Vers 1–11: Klage über das Treiben der Gottlosen im Volk
2. Vers 12–15: Bitten: Die Armen nicht zu vergessen (Vers 12 und 14) und den Frevler zu stürzen
3. Vers 16–18: Rückkehr zum politischen Thema der Heiden

### … und eine andere
Der französische Theologe Pierre Auffret findet folgende chiasmische Struktur zwischen Psalm 9 und 10 vor:
1. Psalm 9,2–9 entspricht Psalm 10,6–15:
  1. in Bezug auf das Herz (Vergleiche Ps 9,2a EU mit Ps 10,6a EU, 11a und 13b)
  2. in Bezug auf das Angesicht (Vergleiche Ps 9,4b EU mit Ps 10,11b EU)
  3. in Bezug auf den Thron (Vergleiche Ps 9,5b EU und 8a mit Ps 10,8a EU)
  4. in Bezug auf den Gottlosen (Vergleiche Ps 9,6a EU mit Ps 10,13a EU und 15)
  5. in Bezug auf die Ewigkeit (Vergleiche Ps 9,7a EU mit Ps 10,11b EU)
2. Psalm 9, 10–15 entspricht Psalm 10,1–5:
  1. in Bezug auf die Zeit und das Unglück (Vergleiche Ps 9,10b EU mit Ps 10,1a EU und 5)
  2. in Bezug auf die Suche (Vergleiche Ps 9,11b EU mit Ps 10,4b EU)
  3. in Bezug auf das Elend (Vergleiche Ps 9,13b EU und 14a mit Ps 10,2a EU)
  4. in Bezug auf das Lob bzw. die Freude (Vergleiche Ps 9,15a EU mit Ps 10,4a EU)

## Datierung
Der Psalm ist einer späteren Zeit der Psalmdichtung zuzuweisen, in der die Gattungen bereits entwickelt waren. Bernhard Duhm und Emil Kautzsch datieren ihn auf die makkabäische Zeit. Hermann Gunkel hingegen nimmt das persische Zeitalter an.

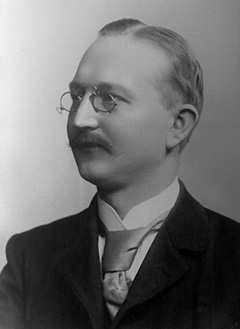
Gunkel
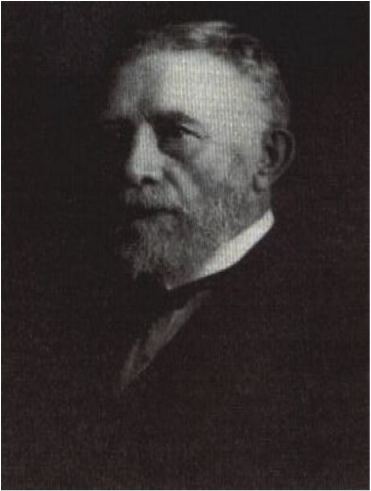
Duhm
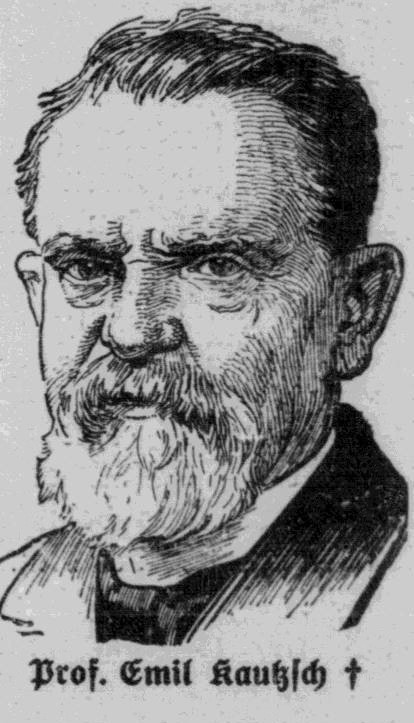
Kautzsch

## Bewertung
Hermann Gunkel bewertet den Psalm durch die alphabetische Anordnung als ein „künstliches“ Erzeugnis. So heißt in seinem Psalmkommentar:

„An den inneren Zusammenhang eines so künstlichen Erzeugnisses darf man keine allzu strengen Anforderungen stellen. Der Verfasser mochte froh sein, wenn er für jeden Buchstaben ein passendes Wort gefunden hatte; sein Gedicht zu einem völlig einheitlichen Kunstwerk zu gestalten, reichte seine dichterische Kraft nicht aus.“

Anders hingegen wird die akrostichische Form unter anderem von Ulrich Berges bewertet. Dieser hält die Form für die elegante Entsprechung der Formvollendung.

## Wirkungsgeschichte
Unter anderem diese Lieder gehen auf die Psalmen 9 und 10 bzw. Teile davon zurück:
- 9 und 10 Heinrich Schütz, Beckerscher Psalter (1628, rev. 1661) „Mit Dank wir sollen loben“ (Psalm 8) SWV 104 und mit fröhlichem Gemüte (Psalm 9) SWV 105
- 9,2–3 Ich lobe meinen Gott von ganzem Herzen (u. a. in: Evangelisches Gesangbuch Nr. 272, Feiern und Loben Nr. 62, Gotteslob Nr. 400; Mennonitisches Gesangbuch Nr. 15)
- 9,11 Gott, ich suche dich (Mennonitisches Gesangbuch Nr. 71)